# Пістинська сільська рада
| Пістинська сільська рада — колишній орган місцевого самоврядування у Косівському районі Івано-Франківської області з адміністративним центром у с. Пістинь. Водоймища на території, підпорядкованій даній раді: р. Пістинька. Сільській раді підпорядковані населені пункти: - с. Пістинь |

## Склад ради
Рада складається з 20 депутатів та голови.

### Керівний склад ради
| ПІБ                       | Основні відомості                                            | Дата обрання | Дата звільнення |
| ------------------------- | ------------------------------------------------------------ | ------------ | --------------- |
| Пліхтяк Василь Васильович | Сільський голова, 1961 року народження, освіта, безпартійний | 26.03.2006   | 31.10.2010      |
| Бейсюк Тарас Васильович   | Сільський голова, 1960 року народження, освіта, безпартійний | 31.10.2010   |                 |

Примітка: таблиця складена за даними джерела